# Collegio uninominale Toscana - 07 (Camera dei deputati 2020)
Il collegio elettorale uninominale Toscana - 07 è un collegio elettorale uninominale della Repubblica Italiana per l'elezione della Camera dei deputati.

## Territorio
Come previsto dalla legge n. 51 del 27 maggio 2019, il collegio è stato definito tramite decreto legislativo all'interno della circoscrizione Toscana.
È formato dal territorio del comune di Firenze.
Il collegio è parte del collegio plurinominale Toscana - 03.

## Eletti
| Elezione | Elezione | Deputato          | Partito             |
| -------- | -------- | ----------------- | ------------------- |
|          | 2022     | Federico Gianassi | Partito Democratico |

## Dati elettorali

### XIX legislatura
Come previsto dalla legge elettorale, 147 deputati sono eletti con sistema a maggioranza relativa in altrettanti collegi uninominali a turno unico.
| Candidati                                 | Candidati                   | Voti    | %     | Liste                          | Voti    | %     |
| ----------------------------------------- | --------------------------- | ------- | ----- | ------------------------------ | ------- | ----- |
|                                           | Federico Gianassi ✔️ Eletto | 80 966  | 42,60 | Partito Democratico-IDP        | 56 716  | 29,84 |
| Alleanza Verdi e Sinistra                 | Federico Gianassi ✔️ Eletto | 80 966  | 42,60 | 15 551                         | 8,18    |       |
| +Europa                                   | Federico Gianassi ✔️ Eletto | 80 966  | 42,60 | 8 042                          | 4,23    |       |
| Impegno Civico - Centro Democratico       | Federico Gianassi ✔️ Eletto | 80 966  | 42,60 | 657                            | 0,35    |       |
|                                           | Angela Sirello              | 51 086  | 26,88 | Fratelli d'Italia              | 36 710  | 19,31 |
| Lega per Salvini Premier                  | Angela Sirello              | 51 086  | 26,88 | 6 989                          | 3,68    |       |
| Forza Italia                              | Angela Sirello              | 51 086  | 26,88 | 6 547                          | 3,44    |       |
| Noi moderati/Lupi - Toti - Brugnaro - UDC | Angela Sirello              | 51 086  | 26,88 | 840                            | 0,44    |       |
|                                           | Lucia Annibali              | 26 156  | 13,76 | Azione - Italia Viva - Calenda | 26 156  | 13,76 |
|                                           | Andrea Quartini             | 19 041  | 10,02 | Movimento 5 Stelle             | 19 041  | 10,02 |
|                                           | Stefano Cecchi              | 5 485   | 2,89  | Unione Popolare                | 5 485   | 2,89  |
|                                           | Massimo Orlandini           | 3 131   | 1,65  | Italia Sovrana e Popolare      | 3 131   | 1,65  |
|                                           | Vera Balsimelli             | 2 853   | 1,50  | Italexit                       | 2 853   | 1,50  |
|                                           | Fatima Frangioni            | 1 343   | 0,71  | Vita                           | 1 343   | 0,71  |
| Totale                                    | Totale                      | 190 061 | 100   |                                | 190 061 | 100   |
|                                           |                             |         |       |                                |         |       |
| Schede bianche                            | Schede bianche              | 1 822   | 0,93  |                                |         |       |
| Schede nulle                              | Schede nulle                | 4 248   | 2,17  |                                |         |       |
| Votanti                                   | Votanti                     | 196 131 | 73,16 |                                |         |       |
| Elettori                                  | Elettori                    | 268 082 |       |                                |         |       |